# Guia (adereço)
Guia é o nome usado nas religiões afro-brasileiras para os colares usados pelos médiuns durante as sessões e giras e também utilizadas pelos filhos da casa representando os seus guias (Orixás), variando a cor conforme a Linha na qual o espírito atua, a considerar:
- Linha de Oxalá = Contas Brancas (Candomblé e Umbanda)
- Linha de Ogum = Contas Azuis escuras (Candomblé)/ Vermelhas, podendo ser Vermelhas e Brancas (Umbanda)
- Linha de Oxóssi = Contas Verdes (em alguns casos contas Azuis claras leitosas também são utilizadas - Candomblé)/ Verde (Umbanda)
- Linha de Oxum = Contas Amarelas (Douradas) - Candomblé/ Azuis-escuras, podendo usar dourado também (Umbanda)
- Linha de Xangô = Contas Marrons (Candomblé e Umbanda)
- Linha de Iansã = Contas Rosas (em alguns casos Vermelhas e Laranjas) - Candomblé/ Amarelas, em alguns casos podendo usar laranja ou vermelho escuro (Umbanda)
- Linha de Nanã = Contas Lilás (Candomblé)/ Roxas (Umbanda)
- Linha de Omolu = Contas Brancas e Lilás (Candomblé)/ Roxas (assim como a da Linha de Nanã), podendo ser também Pretas e Brancas (Linha de Preto-Velho) - Umbanda
- Linha de Iemanjá = Contas Azul claro (em alguns casos contas Brancas e Azuis) - Candomblé/ Azul-claro ou Cristal (Transparente) - Umbanda

(Deixando bem claro que na Umbanda Sagrada não se usa a cor preto)

## Candomblé
Na maioria dos Candomblés predominam as cores vermelho e branco tanto nos tecidos quanto nas guias ou colares.

## Umbanda
Há uma grande variabilidade de materiais utilizados para as guias, bem como em sua composição (números, cores etc.), conforme a casa, os Orixás e Guias a que são consagradas.